# Albert Schweitzer (film)
Albert Schweitzer è un documentario del 1957 diretto da Jerome Hill vincitore del premio Oscar al miglior documentario.

## Riconoscimenti
- Oscar al miglior documentario